# تاریخ‌نگاری قرآن
پژوهش در بابِ قرآن و سرآغازهای آن، با داشتن ارتباطی تنگاتنگ با سرآغازهای اسلام، سابقه‌ای طولانی دارد. در سنتِ اسلامی، دانش‌هایی مانندِ، نسخ، اسبابِ نزول و تفسیرِ قرآن و تاریخ قرآن برای فهم منطق و شیوه شکل‌گیری قرآن پدیدار شدند و در طول قرن‌ها متفکران مسلمان بر روی فهمِ متنِ قرآن، دورهٔ انتقال، کتابت و تاریخِ آن بحث‌های جدی کرده‌اند. در غرب، نخستین پژوهش‌های جدی با رویکرد تاریخی-انتقادی و علمی در نیمه نخست قرنِ نوزدهم و در تداوم مطالعه تاریخی و انتقادیِ کتابِ مقدس آغاز شد. یکی از نخستین پژوهشگران، آبراهام گایگر بود که پژوهشی مبتنی بر فقه‌الغه در مورد قرآن را آغاز کرد. سپس در اوایل سال ۱۸۶۰، یکی از اولین و جدی‌ترین آثار مرجع تحت عنوان «تاریخ قرآن» توسط تئودور نلدکه به نگارش درآمد که سرآغاز اسلام را از زاویه ای فلسفی، تاریخی و انتقادی بررسی کرده‌است؛ این اثر سریعاً به یک اثر کلاسیک در زمینه قرآن‌پژوهی تبدیل شد.
قرآن‌پژوهی در دهه ۱۹۷۰، با پرسش از اعتبار منابع تاریخیِ مسلمانان و همچنین ورودِ روشمندِ منابع غیر اسلامی، جهش و تغییراتِ تعیین‌کننده‌ای کرد؛ امری که موجب به چند برابرشدن پژوهش‌ها، بحث‌های جدی میان متخصصان و پدیدار شدن نظریاتِ گاهی انقلابی شد. پژوهش‌ها شتاب زیادی را در آخرین دهه قرنِ بیستم و ابتدای قرنِ بیست و یکم تجربه کردند. در همین دوران، دومین تغییر اساسی در قرآن‌پژوهی، با تأکید بر زمینه و زمانهٔ محمد شکل گرفت. در چند سال اخیر، تعداد پژوهش‌ها بیشتر و بیشتر نیز شده‌است.
امروزه، قرآن‌پژوهی با توجه به پژوهشگران و نهادهای تحقیقاتی متفاوت در نقاط مختلف دنیا، پیشرفت‌های زیادی کرده‌است و مانند گذشته، نه صرفاً بر روی یافته‌ها و تاملات شخصی، بلکه در شبکه‌هایی علمی صورت می‌پذیرند؛ امری که موجب شکل‌گیری پژوهش‌های گروهی و بین‌المللی زیادی شده‌اند. همچنین اکنون چندین دانش به صورت مشترک در این پژوهش‌ها استفاده می‌شوند، مانند فقه‌الغه، روش تاریخی، مردم‌شناسی، باستان‌شناسی، کتیبه‌شناسی، نسخه‌شناسی، خط‌شناسی، تاریخ ادیان و …

## پیدایش پژوهش قرآنی

### در میان مسلمانان
در میان مسلمانان، نخستین تلاش‌ها برای فهم قرآن، برآمده از برخی مشکلات و مسائل درونی متن، همچون نظم، گفته‌های متناقض درونی و دلیلِ چینش سوره‌ها بود؛ مسائلی که پاسخ‌های متعدد و متفاوتی از سوی مسلمانان داشتند. به همین صورت، یکی از نخستین تلاش‌ها برای تاریخ‌انگاری سوره‌های قرآن، ناشی از نیازِ حقوقیِ دولت اسلامی برای استفاده از متن قرآن بوده‌است. مشکل ابتدایی، برخی گفته‌های متضاد در محتوای قرآن بود که منجر به ایجاد مشکلات زیادی می‌شده‌است. به عنوان مثال، یک مورد حکم شراب است که در آیهٔ نود سوره مائده از ممنوعیت شراب صحبت می‌شود، اما در سوره بقره آیه ۲۰۹ و نسا آیهٔ ۴۳، مصرف شراب مجاز است (با اکراه). وجود این تضادها، نیاز به ایجاد و فهم یک نظمِ تاریخی در متن قرآن را نشان داد. تلاش‌ها برای فهم تاریخیِ متنِ قرآن در درجه نخست منجر به شکل‌گیری دانشی به نام «نسخ» شد؛ اینکه تصور شود در یک نظمِ زمانی، یک بخش می‌تواند متاخر باشد و بخشِ مشابه قبلی را منسوخ کند. کتاب‌های تحت عنوان «ناسخ و منسوخ» به برخی افراد منسوب شد، از جمله به قتاده بن دعامه (درگذشت ۱۱۸ق)، زهری (درگذشت ۱۲۴ق)، عطاء بن ابی رباح (درگذشت ۲۲۳ق) و قاسم بن سلام هروی (درگذشت ۲۲۳ق) که تا امروز یک مرجع است. مسئله «ناسخ و منسوخ»، در مرحله‌ای دیگر، برای قابل فهم کردنِ مجموعه متون موجود، با قرار متن قرآن حولِ زندگی محمد منجر به شکل‌گیری سنتی دیگر به نام «اسبابِ نزول» شد که بر این عقیده بنا شده‌است که قرآن یک نویسنده بیشتر ندارد و حاصل تجارب محمد در یک دوره مشخص در مکه و مدینه است. نخستین اثر تحت عنوانِ «اسباب نزول»، توسط ابوالحسن علی واحدی (درگذشت ۴۶۸ ق) به نگارش درآمد. اما ایدهٔ فهمِ متنِ قرآن بر اساس روایتِ «اسباب نزول»، نخستین بار در رساله‌ای منسوب به مقاتل بن سلیمان (درگذشته ۱۵۰ ق) پیدا می‌شود. این رویکردِ تفسیرِ قرآن مبتنی بر اسبابِ نزول، در تفسیر ابن کثیر (درگذشته ۷۷۴ ق) نقش مهم‌تری می‌گیرد. در حال حاضر، مفسرانِ سنتیِ مسلمان، خوانش و فهمِ متن قرآن بر اساس همین سنتی که چند قرن پس از درگذشت محمد شکل‌گرفته، یعنی سنتِ متاخرِ «نسخ» و «اسبابِ نزول» صورت می‌گیرد، اگرچه تفسیرها و پاسخ‌ها گاهی بسیار متفاوت از یکدیگر باشند. دانشی دینی به نام تاریخ قرآن نیز، حول همین مباحث و برای دفاع از آنچه که به نظرِ خودشان حقانیتِ قرآن است، توسط مؤمنان شکل‌گرفته‌است.

### قرآن و اسلام‌پژوهی در غرب

#### نخستین ترجمه‌ها

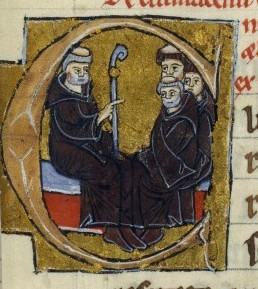
پیتر مقدس و راهبانش

علاقه به اسلام و قرآن در جهان غیر مسلمان قدمت زیادی دارد که همراه با تلاش برای فهم، ترجمه یا تکذیب بوده‌است. در حوالی سال ۱۱۴۱، پیتر مقدس دستور ترجمه قرآن را به لاتین صادر کرد. این ترجمه، انجام شده توسط ردبرتوس رِتِنِنسیس، هرمان دالماسی، پیتر اهل تولِد و پیتر اهل پوئَتیه، همزمان با ردّیه‌ای علیه اسلام از سوی پیتر مقدس است. بسیاری از نویسندگان قرون وسطی، از جمله توماس آکوئیناس و دیونیسیوس کارتوسی، از این ترجمه در مطالعات دینی خود استفاده کردند. به واسطه ظهور صنعتِ چاپ، این ترجمه در سال ۱۵۴۳ توسط زبان شناسِ پروتستان، تئودور بیبلیاندر، منتشر شد. در سال ۱۶۴۷، اولین ترجمه فرانسوی تحت عنوان قرآنِ محمد «L'Alcoran de Mahomet» توسط آندره دو ریه منتشر شد. در سال ۱۶۸۸ نخستین قرآن به زبان انگلیسی از ترجمه آندره دو ریه منتشر شد.
فراتر از این تلاش‌ها برای ترجمه قرآن و برخورد با آن، کنت دو پلِئو از نخستین کسانی بود که بین سال‌های ۱۷۲۹ و ۱۷۳۳ به تاریخ متن قرآن علاقه نشان داد. او نسخه‌هایی از دست‌نویس‌های خطی قدیمیِ قرآن را برای اتین فورمونت فرستاد. بر اساس این نسخه‌ها جی آدلر که آموزش دیده در پژهش‌های کتاب مقدس بود، توانست مطالعه‌ای در بابِ نوشتار و تفاوت‌های این متن انجام دهد.. به نظر می‌رسد، با تمام محدودیت‌ها، این اثر «اولین تلاش برای استفاده از نسخه‌های خطی قدیمی قرآن برای مطالعه قرآن است.» در آغاز قرن نوزدهم، علاقه به نسخه‌های خطی افزایش یافت و فرهنگستان کتیبه‌شناسی و زبان‌های باستانی فرانسه در سال ۱۹۵۷ رقابتی در زمینه پژوهشِ قرآن و نسخه‌های خطی آن ترتیب داد که سه نفر به نام‌های میشل عماری، اشپرنگر و نلدکه توانستند عناوین برتر را کسب کنند.

#### پدیدارشدنِ نخستین پژوهش‌های تاریخی-انتقادی
رویکرد علمی و تاریخی-انتقادی، نخست در آلمان و در میان شرق‌شناسان شکل گرفت. آغاز این رویکرد با دو اثر «مقدمه ای تاریخی-انتقادی» قرآن گوستاو وایل (۱۸۴۴) و «تاریخ قرآن» تئودور نلدکه (۱۸۶۰) مشخص شده‌است. نلدکه هنگام انتشار مطالعه خود به قدیمی‌ترین نسخه‌های خطی دسترسی نداشت. وی علاقه‌ای به مطالعه نسخ خطی نداشت و اولین تحقیق خود را اساساً بر اساس سنتِ مسلمانان انجام داد. همچنین پژوهشی با آثاری از فردریش شوالی (۱۹۰۹–۱۹۳۸)، گوتهلف بزگسترسر و اوتو پرتزل ادامه پیدا کرد. در این زمیه، اولین پژوهش‌های فرانسوی توسط رژی بلشر (۱۹۰۰–۱۹۷۳) انجام گرفت.
اولین گامی که اسلام‌شناسی اولیه برداشت، قرار دادن قرآن و اسلام در متن ادیان ابراهیمی قدیمی‌تر بود. در قرن نوزدهم، آبراهام گایگر اولین کسی است که نشان می‌دهد قرآن با ادیان توحیدی قبلی ارتباط داشته‌است. در همان زمان، وایل با مطالعه ارتباط بین قرآن، یهودیت و مسیحیت، نشان می‌دهد که ارتباط قرآن با منابع قدیمی اسلام، بیشتر از اینکه یک گسست با آنها باشد، در یک تدوام است.
گام بعدی نگاه انتقادی به روایت‌های سنتیِ مسلمانان در مورد تاریخ قرآن بود. این کار با پژوهش‌های ایگناز گلدزیهر در قرن نوزدهم آغاز، و در اوایل قرن بیستم توسط هنری لمنس و یوزف شاخت ادامه پیدا کرد. در این بررسی‌ها که هم در متون مقدسِ اواخرِ دورانِ باستان بود و هم در بررسی انتقادی از منابع مسلمان، این پژوهشگران هرگز در این مسئله شک نکردند که قرآن بازتابِ صحیح از تعالیمِ محمد است. نلدکه مهمترین نماینده این جریان برای پژوهش خود، نیاز داشت برخی از منابع اسلامی را قبول کند. این پژوهش‌ها با انتساب قرآن یا قسمت‌هایی از آن به محمد، توسط افرادی همچون دیوید سموئل مارگلیوث، لئون کائتانی و ریچارد بل دنبال شد.

#### شروع پژوهش‌ها در مورد قدمتِ قرآنِ رسمی
جریان دیگری که مینگانا یکی از اولین نمایندگان آن است، تلاشی بر مطالعه منابع متنی، مسلمان و غیرمسلمان داشت. با بررسی‌های آلفونس مینگانا، متخصص زبان عربی و سریانی، دربارهٔ انتقال متن قرآن گامی مهم در این حوزه برداشته شد. او دربارهٔ نقش اساسی خلیفه اموی عبدالملک بن‌مروان (حکومت ۶۵–۸۶) و حکمران او حجاج بن‌یوسف در مقابلهٔ نهایی متن قرآن، بیش از همه، بر غیرقابل اعتماد بودن منابع اسلامیِ مربوط به جمع‌آوری قرآن تأکید کرد و به این نتیجه رسید که نسخه رسمی قرآن تا پایان قرن هفتم میلادی وجود نداشته‌است؛ یعنی «مصحف عثمان» باید در دورهٔ عبدالملک به صورت نهایی گردآوری و تدوین شده باشد. پس از مینگانا برخی تاریخ‌های جدیدتری نیز برای جمع‌آوری قرآن ذکر کردند، اما در دهه هفتاد میلادی، پاتریشیا کرون و مایکل کوک بر اساس پژوهش‌هایشان، فرضیه‌های جدیدتر را رد کردند و در تاریخ‌گذاری نسخهٔ نهایی و رسمی قرآن به نظریه مینگانا بازگشتند. امروزه، این مسئله مورد تأیید بسیاری از پژوهشگران است.

#### پژوهش‌های دهه هفتاد میلادی: اعتبار زدایی از منابع سنتی
پژوهش‌های انجام شده در دهه هفتاد میلادی توسط پاتریشیا کرون، مایکل کوک، جان وانسبرگ و گونتر لولینگ، تبدیل به نقطه عطفی در پژوهش‌های قرآن و صدر اسلام شدند. این پژوهش‌ها نکات مهمی را در مورد تاریخ قرآن نشان دادند؛ از جمله این نکات می‌توان به عدم موثق بودن منابع اسلامی در مورد صدر اسلام و قرآن است؛ منابعی که باید با نگاهی انتقادی آنها را بررسی کرد، زیرا به شکل متاخر توسط عالمان مسلمان نوشته‌شده‌اند، پر از تناقض، روایات دور از واقعیت و افسانه‌وار هستند. از دیگر نکات این پژوهش‌ها، نیاز به مطالعه منابع غیر اسلامیِ نوشته‌شده در صدر اسلام برای فهم متنِ قرآن، و تأیید گفته‌های مینگانا در بابِ نقش عبدالملک در استقرار اسلام و قرآن اشاره کرد.

#### آغاز قرن بیست و یکم: اهمیتِ تاریخِ قبل از محمد و حضورِ مسحیتِ سریانی
پژوهش‌های دهه هفتاد میلادی باعث تسریع در مطالعات قرآن از دهه ۱۹۹۰ می‌شود. تا ابتدای قرن بیست و یکم، پژوهشگران بر اهمیت تأثیر یهودیت بر قرآن متمرکز بودند، اما از سال ۲۰۰۰ به بعد، برخی پژوهشگران متوجه شدند که حضور مسیحیتِ زبانِ سریانی بسیار مهم‌تر است. امروزه مشخص است که برخی از اساسی‌ترین مفاهیمِ قرآن، از جمله کلمه قرآن (از qoryana به معنی کتابِ دعا) سوره، آیه، صلاة، زکات و … از ادبیاتِ مسیحتِ سریانی وارد عربی شده‌اند. کلماتی مانند حج و عمره نیز از ادبیاتِ دینی یهودیت وارد شده‌اند. همچنین با اکتشافات و پژوهش‌های مختلف، امروز برای پژوهشگران مشخص است که برخلاف آنچه که به شکل متاخر نوشته‌های مسلمانان ابراز داشتند، در سرزمین اعراب قبل از اسلام ملقب به «دوران جاهلیت»، نه هرج و مرج و بت پرستی بود، و نه اسلام آغاز یکتاپرستی عربی بود؛ در مقابل، در این سرزمین، ادیان مختلف یکتاپرست، از یهودیت و مسیحیِ سریانی وجود داشته‌اند. به گفته کریستیان روبَن، باستان‌شناس، کتیبه‌شناس و متخصص تاریخ اعراب قبل از اسلام، از قرن چهارمِ بعد از میلادِ مسیح، هیچ نشانهٔ باستانی از حضور سنت‌های بت‌پرستی در این سرزمین یافت نمی‌شود؛ در مقابل سنگ‌نبشته‌های یهودی و مسیحی فراوان است، به‌ویژه در جنوب سرزمین عربستان و در دوران‌هایی از ابرهة بن صباح و حمیر که حضور این ادیان در سطح بالای مفهومی قابل مشاهده است. پژوهشگری مانند گونتر لولینگ، با بررسی برخی از سروده‌های مسیحیِ سریانی، این فرضیه را مطرح کرد که بخشی از متن قرآن برآمده از سروده‌های مسیحیتِ سریانی هستند. پس از وی، برخی پژوهش‌های زبانی از پژوهش‌گرانی همچون کریستف لوکزنبرگ، تأثیر زیادِ مسیحتِ زبانِ سریانی بر روی نوشتار قرآن را نشان دادند. لوکزنبرگ در بررسی زبانی-تاریخی خودش این مسئله را مطرح می‌کند که بخش نخستین قرآن، یعنی مکی، برآمده از سروده‌های مسیحی است. به عنوان مثال، چندین پژوهش زبانی و قرآنی - که امیرمعزّی آنها را «بسیار مستند» می‌داند - بر این نظر هستند که سوره قدر برآمده با تغییرات جزئی از سرودهٔ شبِ قدر/ولادت مسیحِ افرایم سوری است.
در سال‌های نخستینِ قرنِ بیست و یکم، آلفرد لویی پرِمَر، متخصص فرانسوی تاریخ اسلام و عرب، در پژوهش‌های خود این مسئله را مطرح می‌کند که در قرن هفتم میلادی، اگر ترجمه‌های عربی از کل کتاب‌های مقدس نبوده، اما گزیدهٔ نقل قول‌های کتب مقدس و نوشته‌های آخرالزمانی یهودی یا مسیحی در سرزمین عربستان وجود داشته و حضور ادیان یهودی و مسیحی واضح است. از نظر او، با توجه به داده‌هایی که وجود دارد، محمد مانند بسیاری دیگر در آن زمان و مکان، کم و بیش به یک فرقه از گروه‌های یهودی-مسیحی تعلّق داشته‌است. گیوم دی نیز، محمد و پیام او را یک یگانه‌پرستی یهودی-مسیحی می‌داند.

#### توجه پیامِ آخرالزمانی محمد و منابعِ نخستین شیعیان
در اوایل قرن بیستم، پُل کازانوا، مورخ و باستان‌شناس و استاد کُلِژ دُ فرانس، بر روی وجه آخرالزمانیِ پیام محمّد تأکید کرد، مسئله‌ای که در آن زمان توجه دیگران را به خود جلب نکرد. اما در سال‌های اخیر، برخی پژوهشگران، از جمله محمدعلی امیرمعزّی و استفان شومیکر، پژوهش‌هایی را بر روی این وجه انجام داده‌اند. شومِیکر نشان می‌دهد که اعتقاد به آخرالزمان در این دورهٔ خاص و در خاورمیانه، بین تمامی ادیان بسیار متداول بوده و همگی به دنبال ظهور یک نجات دهنده (مسیح) بوده‌اند؛ اعتقادی که ناشی توالی مجموعه‌ای از اتفاق‌های دردناک برای مردمان این منطقه، از جمله جنگ‌های سهمگین به‌ویژه میان ساسانیان و امپراتوری بیزانس، کشتارها، نابودی‌های شهرها، جابجایی‌های بزرگ مردم به‌دلیل جنگ‌ها، ظهور بیماری‌های واگیردار کشنده و … بوده‌است.
محمدعلی امیر معزی، در پژوهش‌های تاریخی-انتقادیِ خود، به نکاتی از جمله بازخوانی گفته‌های شیعیانِ نخستین و اهمیت جنگ و خشونتِ صدر اسلام در شکل‌گیری نسخهٔ رسمی قرآن اشاره می‌کند. این پژوهش‌ها نه تنها از وجه تاریخِ شیعه اهمیت زیادی دارند، بلکه توانسته‌اند برخی محدودیت‌ها برای شناخت مناسب از تاریخ صدر اسلام را رفع کنند؛ به ویژه هنگامی که در کنار پژوهش‌های افرادی همچون ویلفرد مادلونگ قرار می‌گیرند. به گفته امیرمعزّی، یک تحقیق تاریخی که فقط بر اساس نوشته‌های اهل سنت انجام شده باشد، معیارهای تحقیق علمی را برآورده نمی‌کند؛ منابع شیعه گرچه درون‌مایه‌ای ایدئولوژیک (مانند نوشته‌های اولیه اهل سنت) دارند، اما با تحقیقات تاریخی-انتقادی سازگارتر هستند؛ متونی که کمتر از منابع اهل سنت شناخته شده‌اند و کمتر نیز مورد تحقیقِ پژوهشگران قرار گرفته‌اند. به گفته او، منابع سنی تلاش کرده‌اند که جدال‌ها پیرامون مناقشات متن اولیه قرآن را پنهان می‌کند. اما با این حال، منابع شیعه و حتی برخی از منابع سنی، حاوی گزارش‌ها و روایت‌هایی در بابِ تحریفِ قرآن هستند.
بر اساس پژوهش‌های امیرمعزّی، مجموعه اتفاق‌های مهم در تاریخ صدر اسلام برای فهم شکل‌گیری قرآن بسیار مهم است؛ از جمله پیام آخرالزمانی محمد و حضور سنگین آن در قرآن، انتخاب علی به عنوان جانشین، سیمای مسیحایی علی بر اساسِ گواه تعدادِ بسیار زیادی از متون، نوعی کودتا علیه علی، کشتن علی و عدم وقوع آخرالزمان، خشونت و دعواهای سیاسیِ فزاینده میان اعراب، کشتن فرزندان علی (حسن و حسین) و فتوحات بسیار سریع اعراب. تمامی این موارد باعث شد که در دوران عبدالملک بن مروان که دارای یک امپراطوری عرب بود، در جدال‌های درونی و بیرونی، بازخوانی جدیدی از پیام و سیمای محمد برای مشروعیت بخشیدن به قدرت خویش و ساختن «یک حافظه جمعی جدید» شکل بگیرد؛ از جمله زدودن ویژگی‌های مسیحایی موجود (démessianisation)، سیمای محمد به عنوان آخرین پیامبر و دارای پیامی «عمومی» ، انتخاب کتابی رسمی و مستقل از ادیان دیگر به نام «مصحف عثمان» و شکل‌گیری حدیث، اعلام پیروان محمد به عنوان «مسلمان» و مقدس‌سازی شهرهای بیت‌المقدس، مکه و مدینه برای این پیروان. همچون آلفرد لویی پرِمَر، امیرمعزّی نیز بر روی شواهد تاریخی و وجه سیاسی این دوران توجه می‌کند. بر اساس پژوهش‌های معزّی، عبدالملک با دلایل سیاسی، تلاش به جمع کردن یک نسخه رسمی همراه با حذف دیگر نسخ موجود کرد. امری که به همراه با سانسور و پروپگاندای نظام‌مند صورت گرفته‌است. اگرچه این نسخه رسمی مورد بحث و انتقاد شیعیان بود و با نسخه‌های دیگر از نظر ظاهر و محتوا تفاوت داشت، اما نهایتاً پس از چهار قرن و در دوران خلافت عباسی با شکل‌گیری «ارتودکسی سنی» که یکی از دگم‌های آن الهی و جاودانی دانستن قرآن حکومتی (étatique) شد، این نسخه بر همه مسلمانان از جمله شیعیان تحمیل یا در دوران آل‌بویه به روش تقیه پذیرفته‌شد.
با این حال، با وجود قرآن رسمی که در آن نامی از خاندان علی نبود، پیروان علی همچنان برای اهمیت مرکزی وی در اسلام و سیمای آخرالزمانی او، ارزش زیادی قائل بودند؛ به‌خصوص نزد پیروانِ سنت شیعه دوازده امامی که معتقد بودند قرآن کامل و تحریف نشده در ابتدا نزد علی بوده‌است، و با کشتن او به امامان مختلف سپرده شده، و در نهایت، در آخرالزمان، علی به همراه امام غائب (منجی) آنرا با خودش خواهد آورد.

#### شکل‌گیری شبکه‌های بین‌المللیِ پژوهشی
در سال‌های ۲۰۰۷ و ۲۰۱۹، دو مجموعهٔ گروهی در بابِ قرآن به نام‌های «فرهنگ قرآن (Le dictionnaire du Coran)» و «قرآن تاریخ‌نگاران (Le Coran des historiens)»، با شرکت ده‌ها نفر از پژوهشگران در سراسر دنیا منتشر شد. مجموعه دوم، یعنی «تاریخِ مورخین»، زیر نظر امیرمعزّی و گیوم دی، تلاشی برای برنهاد(سنتز) میان تمامی پژوهش‌های صورت گرفته در گذشته‌است که با مشارکت ۳۰ پژوهشگر و متخصص در علومِ مختلف قرآنی، در بیش از ۴۰۰۰ صفحه منتشر شده‌است؛ اثری که کامل‌ترین نوشته تاریخی-انتقادی در موردِ وجوهِ مختلف قرآن به همراه تفسیر کامل سوره‌های آن، خوانده می‌شود. امیرمعزی مدیر این پروژه در مورد نگاه تاریخ‌نگاران می‌گوید: «در حقیقت، قرآن یک متن پیچیده و مرکب، در عین حال ادبی، مذهبی و تاریخی است که متونی از انواع و سبک‌های بسیار مختلف (توصیه‌های مذهبی، احکام قانونی، پیشگویی‌ها، دعاها و غیره) را گرد هم می‌آورد؛ متونی که قدمت آنها عمدتاً مربوط به قرن ۶ و ۷ میلادی هستند. این مجموعه احتمالاً چندین نویسنده دارد که گفته‌های پیامبر را گزارش کردند، اما چیزهای دیگری را نیز از آن حذف و به آن اضافه کرده‌اند.» او در مورد محمد نیز می‌گوید که اگرچه نقاط مبهم بسیاری در تاریخِ زندگی محمد وجود دارد، اما شکی در موردِ وجودِ تاریخی او نیست و از نظر بسیاری از تاریخ نگاران، محمد حداقل مولف(auteur) ۳۰ الی ۳۵ سورهٔ پایانی قرآن است؛ سوره‌هایی که وجه آخرالزمانی دارند.

## نگرش و رویکرد پژوهشگران

### نگرش‌های روش‌شناختی

#### تفسیر سنتی مسلمانان
بر اساس رایج‌ترین روایت در سنت اسلامی و اقوال مشهور، تصمیم به جمع‌آوری قرآن بلافاصله بعد از درگذشت محمد در سال ۱۱ هجری، در زمان ابوبکر، خلیفهٔ اول، گرفته شد. بر اساس این روایات، نسخه‌ای رسمی و وفادار به گفته‌های محمد وجود داشت، اما شکل‌گیری نهایی آن تا اواخر خلافت عثمان، تقریباً سی سال پس از محمد، به درازا کشید. بر اساس این تفسیر سنتیِ مومنینِ مسلمان، «قرآن کلام خدا، نازل شده بر محمد به واسطه جبرئیل است.» در این نگرش و بر اساس نسخ و اسباب نزول، قرآن در طول ۲۳ سال در مکه و مدینه نازل شده‌است. رویکردِ مفسران سنتیِ مسلمان از خوانش قرآن، بر همین روایات بنا شده‌است؛ دانشی که به آن تفسیر قرآن می‌گویند. این شیوه تفسیر، توسط افرادی مانند سیدحسین نصر نیز دنبال شده‌است که آثارِ متاخرِ خودش را (The Study Quran: A New Translation and Commentary, 2015) بر اساس تفسیر سنتی مسلمانان، یعنی تفسیر قرآن بر اساس منابع کاملاً اسلامی و بدون توجه به پژوهش‌های تاریخی و انتقادی، شکل داده‌است.

### روش تاریخی-انتقادی
در مقابل این سنتِ شکل‌گرفته از روایات، متخصصان متن و تاریخِ جمع‌آوری قرآن، در تاریخ‌گذاری متوجه شدند که مشکلات و تضادهایی در نوشته‌های مسلمانان هست؛ به‌ویژه به دلیل فاصلهٔ میان تاریخ پذیرفته‌شدهٔ سنتیِ نگارش نهایی قرآن (در دورهٔ خلافت عثمان، از سال ۲۳ تا ۳۵ هجری) و اولین منابعی که این اطلاعات را گزارش کرده‌اند؛ این تفسیر سنتی از تاریخِ قرآن برگرفته از آثارِ محمد بخاری (درگذشت ۲۵۶ق)، عمر بن شبه (درگذشت ۲۶۳ق) و ابوداوود سلیمان (درگذشت ۲۷۵) است که مجموعه روایاتی از تاریخِ قرآن را ذکر می‌کنند و گمان می‌رود که بیشتر آنها به زهری (درگذشت ۱۲۴ق) برسد. به گفته امیرمعزّی، المصنف نوشته عبد الرزاق صنعانی (درگذشت ۲۱۱ق) و الردة و الفتوح از سیف بن عمر (درگذشت ۲۰۰ق) نشانِ آشکاری از تثبیت شدن سنت کتابت حداقل تا آغاز قرن دوم و حتی پایان قرن اول هجری می‌دهند.
مسئله دیگر چگونگی حضور مفاهیم و عناصر ادیان دیگر به ویژه مفاهیمِ مسیحتِ سریانی در متن قرآن بوده‌است؛ مسیحیتی که در زمان شکل‌گیری قرآن، در حجاز حضوری حاشیه‌ای داشته‌است.
با توجه به این مسائل دو نگرش علمی در پژوهش‌های در موردِ متنِ قرآن شکل گرفت: انتقادی یا بیشینه‌گرا (maximaliste) و کلان‌انتقادی یا کمینه‌گرا (minimaliste).

#### نگرش بیشینه‌گرا
بر اساس این نگرش، یک منبع کهن یا یک روایت و محتوایش را باید تا جایی قابل قبول شمرد که دلیلی ارزشمند و بی‌طرفانه برای ردش پیدا نشود.
«پژوهشگران روش انتقادی بر این باورند که از بررسیِ علمیِ سنت نوشتاری اسلامی می‌توان گزارش‌ها و اطلاعات کم‌وبیش قابل قبولی استخراج کرد؛ اطلاعاتی نیز وجود دارد که نمی‌توان آنها را پذیرفت. در واقع اینجا مسئلهٔ اصلی پیدا کردن معیارهای مناسب ارزیابی برای ایجاد این تمایز است.» بخش زیادی از قرآن پژوهان قرن بیستم از این روش پیروی کرده‌اند، از جمله تئودور نلدکه (۱۹۳۰–۱۹۳۶)، گوتلف برگشترسر (۳۳۳۳–۱۸۸۶)، فردریش شوالی (۱۹۱۹–۱۸۶۳)، اوتو پرتزل (۱۹۴۱–۱۹۸۳)، نبیا ابوت (۱۸۹۷–۱۹۸۱)، ویلیام مونتگومری وات، (۱۹۰۱–۱۹۸۳)، جان برتُن، ریچارد بل و فوات سزگین (متولد ۱۹۲۴).

#### نگرش کمینه‌گرا
اصل این مکتب این است که اگر هر آنچه را که دلایل مشخصی برای قبولشان نداریم رد کنیم، به احتمال زیاد به‌خوبی موفق می‌شویم که به واقعیت تاریخی نزدیک شویم. این مکتب مربوط به لئونه کاتانی (۱۸۶۹–۱۹۳۵)، هنری لامنس (۱۸۶۲–۱۹۳۷)، آلفونس مینگانا (۱۸۷۸–۱۹۳۷)، پل کازانوا (۱۸۶۱–۱۹۲۶)، جوزف شاخت (۱۹۰۲–۱۹۶۹) و از میان معاصران، جان وانسبروگ است.
این نگرش سنت نوشتاری مسلمانان را به دلایل مقابل زیر سؤال می‌برد: «به‌خصوص به دورهٔ طولانی انتقال اطلاعات نوشته‌شده، اختلافات و تضادهای بسیار زیاد نویسندگان و کاتبان، وجود نداشتن نهاد کنترل‌کننده انتقال، وجود خطاهای انکارناپذیر تاریخی، و روایت‌های عجیب و غریب یا کثرت افسانه‌ها استناد می‌کنند.»

### رویکردها
از رویکردهای مورد استفاده نزد پژوهشگران قرآنی، می‌توان به درزمانی و رویکرد تاریخی-انتقادی؛ و همچنین رویکرد همزمانی متون و تحلیل بلاغی آنها را نام برد. در پژوهش‌ها، هر کدام از این رویکردها، مورد دیگر را نفی نمی‌کند، زیرا متون می‌توانند «پیچیده و مرکب» باشند.

## نقد تاریخ‌نگاری تاریخی-انتقادی

### واکنش مسلمانان: انتقاد، محکومیت، استقبال
به شکل عمومی، امروزه مسلمان، در تحقیقاتِ قرآنی خود، برخی از دستاوردهای پژوهش‌های نوین را نادیده می‌گیرند. برخی دیگر با بازسازی تاریخ از طریق پژوهش‌های صورت گرفته جدید، مخالفند؛ آنها تلاش می‌کنند همان موارد قبلی را قبول و اثبات کنند. برخی نیز، به‌ویژه در میان گروه‌های افراطی، این پژوهش‌ها را توطئه‌هایی سازمان‌یافته علیه مسلمانان و «تهاجم فرهنگی» می‌دانند. اولین موج انتقاد از روش‌های علمی با انتشار تحقیقات طه حسین دربارهٔ شعر پیش از اسلام در سال ۱۹۲۶ شکل گرفت که در آن، با رویکردی نو، قرآن به عنوان شاهد تاریخی به همراه اشعار پیش از اسلام استفاده شده‌بود. در ابتدای قرن بیستم، تعدادی از نویسندگان به روش‌های انتقادی-تاریخی متوسل شدند و محکومیت‌ها از دهه ۱۹۲۰ آغاز شد و در دهه ۱۹۵۰ چندین برابر شد. وَن ریت، استاد دانشگاه و قرآن‌پژوه در این مورد می‌گوید: «ما نمی‌توانیم تا ابد ادامه دهیم و ادعا کنیم که همه متخصصان قرآن، که تنها اهداف علمی صادقانه دارند، بخشی از یک توطئه عظیم جهانی هستند، و هدف آنها صرفاً تمسخر اسلام است.»
در مقابل این محکومیت‌ها، بسیاری از روشنفکران در دنیای اسلام، این روش‌های پژوهشی نوین را پذیرفته‌اند. محمدعلی امیرمعزّی می‌گوید که بسیاری از واکنش‌های منفی به پژوهش‌های نوین، نه از سوی محققان و دانشمندان مسلمان، بلکه از سوی فعالانی سیاسی و… است که سعی می‌کنند این مسئله را تحمیل کنند که زندگی مسلمانان از صبح تا شب بر اساس قرآن است؛ در حالیکه مسلمانان در طول تاریخ باورهایی به شکل عمومی به قرآن و محمد از جمله توحید و نبوت دارند و تنها کمتر پنج درصد از آنها زبان عربیِ قرآن را می‌فهمند. معزّی بیان می‌کند که در گذشته متفکران اسلامی خودشان هرگز انکار نکرده‌اند که قرآن دارای یک دورهٔ انتقال، کتابت و تاریخ بوده‌است؛ و در طول قرن‌ها این متفکران بر روی متن قرآن بحث‌های جدی کرده‌اند. از نظر او، نگرانی‌های فعلی به‌دلیل فراموش این مباحث روشنفکرانه قدیم است؛ فراموشی‌ای که بدون شک دلیلِ بنیادگراییِ خشنِ اخیر در دنیای اسلام است.
معزّی همچنین می‌گوید که مسلمانان نباید ترسی از پژوهش‌های نوین داشته باشند. او با ارجاع به ابن‌عربی و غزّالی در تقسیم‌بندی بین اعتقاد و ایمان می‌گوید که پژوهش‌های تاریخی-انتقادی می‌توانند برخی اعتقادات را که امری خارجی، متغیر و برآمده از شرایط تاریخی و مکانی است، تغییر دهند؛ اما ایمان، همچون عشق، به عنوان امری درونی تغییر نخواهد کرد، بلکه می‌توانند ایمان را پالایش کند. از این رو «تاریخ نه تنها تهدیدی برای ایمان نیست، بلکه حتی می‌تواند آنرا نیز تقویت کند.»

### خوانش غرض‌ورزانه از اسلام و قرآن
انتقادهایی نیز به برخی نویسندگان غربی در مورد شیوه و رویکردِ غرض‌ورزانه‌شان در مقابله با خوانش از قرآن و اسلام وجود دارد. امیرمعزّی و گیوم دی، بیان می‌کنند که از نیم دومِ قرن نوزدهم تا ربعِ نخست قرن بیستم، به صورت بسیار متداول، تاکیدهای کم و بیش ضداسلامی در آثار منتشر شده‌ دیده می‌شود؛ آثاری که به مرورِ زمان، در مقابل پژوهش‌های عمیق، غیر ایدئولوژیک و جدی، رنگ باختند و امروز جایگاهی در قرآن‌پژوهی ندارند.